# Гератскирхен
Гератскирхен (њем. Geratskirchen) општина је у њемачкој савезној држави Баварска. Једно је од 31 општинског средишта округа Ротал-Ин. Према процјени из 2010. у општини је живјело 889 становника. Посједује регионалну шифру (AGS) 9277122.

## Географски и демографски подаци
Гератскирхен се налази у савезној држави Баварска у округу Ротал-Ин. Општина се налази на надморској висини од 441 метра. Површина општине износи 12,9 km². У самом мјесту је, према процјени из 2010. године, живјело 889 становника. Просјечна густина становништва износи 69 становника/km².